# Reptación
La reptación, también denominada creep o creeping por algunos geólogos, es un tipo de corrimiento del suelo, provocado por la inestabilidad de un talud y la gravedad.

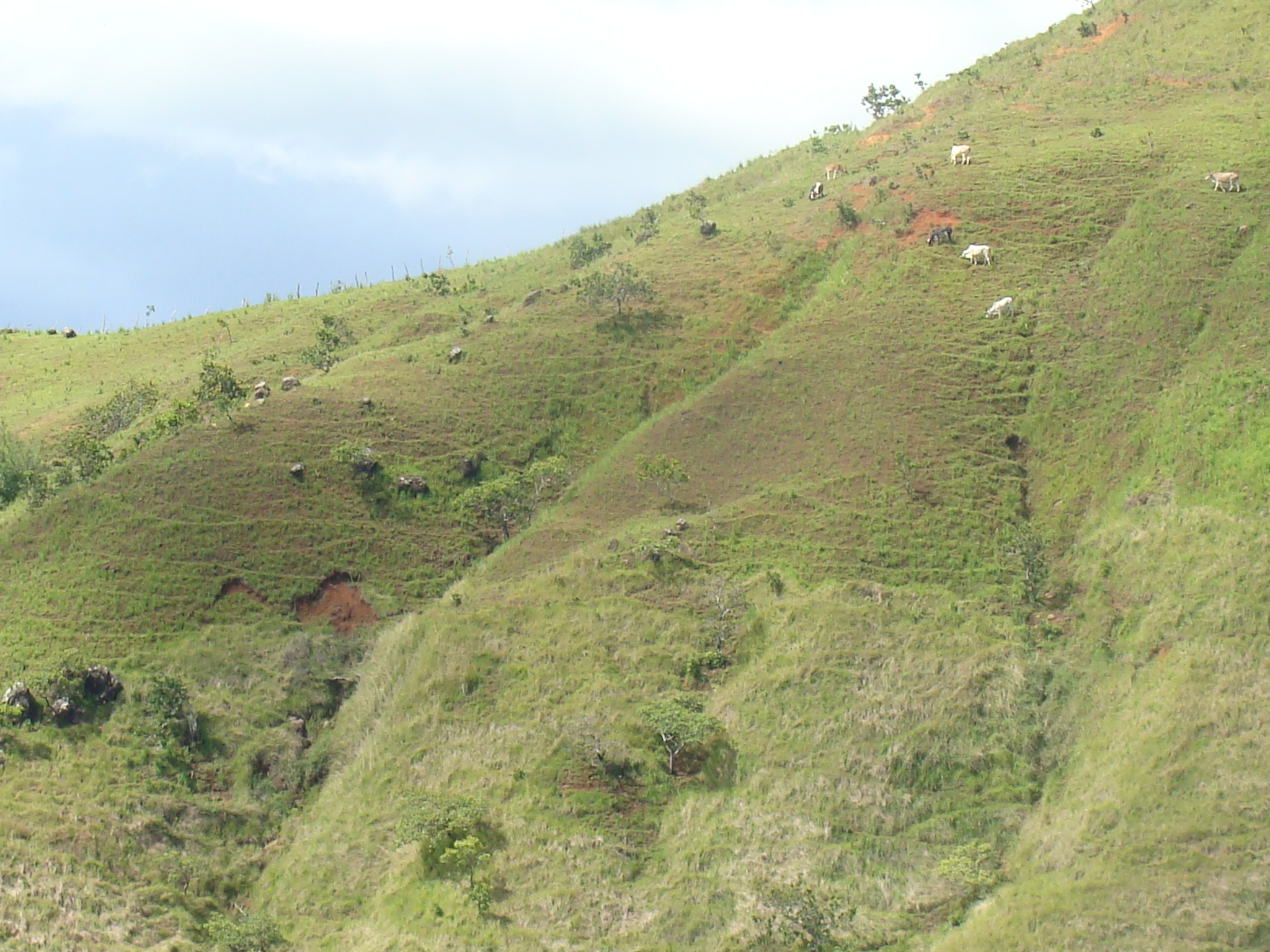
Laderas arcillosas con un claro proceso de reptación acelerado por el sobrepastoreo de ganado vacuno en las laderas meridionales de la Serranía del Interior (Venezuela), a unos 25 km al oeste de San Juan de los Morros, en el estado Guárico.

## Descripción
Es un movimiento muy lento que se da en capas superiores de laderas arcillosas, de en torno a 50 centímetros de espesor o menos. Está relacionado con procesos de variación de humedad estacionales en el suelo, ya que el agua favorece este fenómeno actuando como lubricante además del aumento del peso consiguiente. A menudo la reptación no es el único proceso que ocasiona la inestabilidad de las pendientes, como puede verse en la imagen de la Serranía del Interior, en la que pueden verse algunas cicatrices pequeñas del suelo producidas por la acción de las lluvias. También son importantes las variaciones diarias en la temperatura del propio suelo y otros factores, como la acción de animales, silvestres o domésticos () tal como se puede ver en la imagen.

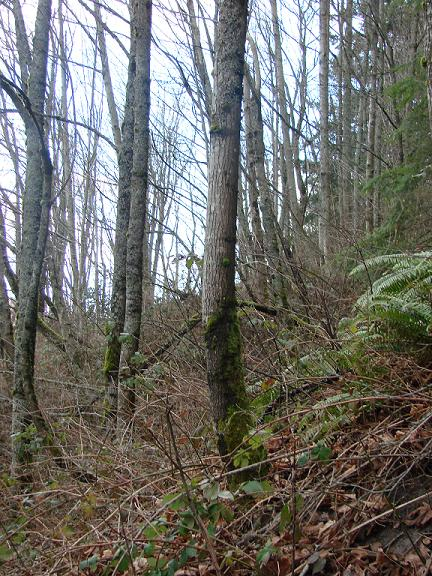
Árboles mostrando la curvatura de los troncos debida a la reptación del suelo por la inclinación de la ladera

Se manifiestan en forma de pequeñas ondulaciones, una especie de pequeñas terracillas, y suelen ser signo de una posible futura inestabilidad generalizada. La velocidad de bajada es mayor en la superficie lo que origina la formación de ondulaciones perpendiculares a la línea de la pendiente, proceso similar a la formación de olas de traslación en la costa (también aquí la velocidad es mayor en la cresta). Está relacionado con procesos de variación de humedad estacionales ya que el agua favorece este fenómeno al formar con la arcilla un barro más o menos fluido. Un factor que contribuye a la reptación es la expansión y contracción alternantes del material de superficie causadas por la congelación y deshielo o por humectación y sequedad posterior. La congelación o la humectación elevan las partículas según un ángulo recto con respecto a la pendiente, y el deshielo o la sequía permiten que las partículas vuelvan a caer a un nivel ligeramente inferior. Cualquier cosa que altere el suelo, como el impacto de las gotas de lluvia y las perturbaciones provocadas por las raíces de las plantas y los animales de madriguera, ayudan a la reptación.

## Meteorización y erosión
La reptación es un fenómeno típico de meteorización ya que los materiales involucrados suelen alterarse in situ o con un ligero desplazamiento por gravedad. Sin embargo, también puede desencadenar procesos erosivos en pendiente, como puede verse en un pequeño corrimiento de tierra que aparece en la imagen tomada en el estado Guárico (Venezuela) y que, en algunos casos, puede llegar a ser muy violento y hasta catastrófico, formando grandes deslaves o procesos aluvionales.
Tres son los mecanismos que desencadenan la reptación: la temperatura, el agua y los seres vivos. Las variaciones de temperatura y humedad son suficientes para desencadenar movimientos de reptación, mediante el mecanismo de hinchamiento y retractación a escala milimétrica. En las áreas de clima frío, cuando la masa de detritos está empapada de agua el ciclo de hielo-deshielo pone en marcha este proceso de manera particularmente eficaz. Si este ciclo tiene lugar en las capas superficiales de deslizamiento se llama crioturbación. Pero hay otro mecanismo que consiste en la formación, en el suelo, de agujas de hielo (pipkrakes) en cuyo extremo se encuentran pequeños fragmentos. Al deshelarse, esos fragmentos caen, desplazándose. También los seres vivos, y particularmente las plantas con el crecimiento de las raíces y la acción de los animales excavadores, e incluso el paso de grandes animales, pueden provocar pequeños desplazamientos de partículas, a la larga muy importantes. Las huellas del ganado mayor (vacuno, principalmente) dejan en la pendiente de las laderas una serie de pequeños senderos que en francés reciben el nombre de pieds de vache, y que contribuyen, por una parte, a compactar el suelo de manera horizontal, es decir, en el sentido de las curvas de nivel o los senderos utilizados por el ganado, y por la otra, a debilitar la pendiente durante las lluvias muy intensas, tanto por el sobrepastoreo como por la pequeña remoción de tierra con sus pisadas, lo que viene a incrementar la reptación.